# Eden-Tomorrow
 Eden-Tomorrow  ist ein Virtual-Reality-Adventure des deutschen Spieleentwicklers Soulpix aus Hannover, das am 12. Februar 2019 exklusiv für die PlayStation 4 erschienen ist. Zum Spielen wird das Head-Mounted Display von PlayStation VR benötigt und die Steuerung erfolgt mittels des DualShock 4.

## Handlung
Der Spieler übernimmt die Rolle eines Astronauten, der in einer Raumkapsel über einem fremden Planeten abstürzt, durch den Aufprall am Kopf verletzt wird und unter Amnesie leidet. Ohne Kenntnis des vorherigen Geschehens und Informationen über den aktuellen Aufenthaltsort, ist der Spieler nun auf die Hilfe einer Künstlichen Intelligenz in Form einer Drohne angewiesen, die sich selber Newton nennt und als steter Begleiter mit dem Menschen kooperiert. Die Aufgabe des Spiels besteht darin, einen sicheren Weg für den namenlosen Protagonisten durch ein gigantisches Höhlensystem und weitere Bereiche des Planeten zu finden. Gefahr droht beispielsweise bei dem Überqueren von Schluchten oder durch eine feindlich gesinnte Fauna, wie einem drachenartigen Alien, welches mehrfach als Verfolger auftaucht. Zudem weisen aufgefundene Nachrichten darauf hin, dass es Probleme mit der begleitenden Drohne geben würde und dieser nicht zu trauen sei.

### Sprecherrollen
Während die Figur des gestrandeten Astronauten im Verlauf des gesamten Abenteuers stumm bleibt, übernimmt die Drohne Newton die direkte Ansprache des Spielers, erklärt das Spielprinzip, kommentiert die aktuelle Situation und fungiert als Tippgeber in den Rätseleinlagen. Als Sprecher der deutschen Stimme von Newton wurde der Komiker und Schauspieler Oliver Kalkofe engagiert. Laut Frank Sennholz, dem Inhaber des Entwicklerstudios Soulpix, sein Wunschkandidat, der genau den geforderten süffisant-ironischen Tonfall beherrscht, der zu der Rolle des Newton passt.

## Spielprinzip
Es stehen dem Spieler keine Waffen zur Verfügung, das Gameplay besteht im Wesentlichen aus Erkundungs- und Survival-Elementen, in denen durch sorgfältige Beobachtung der Umgebung Rätsel gelöst werden müssen. So ist es beispielsweise notwendig einen Balanceakt auf einem schmalen Balken über einem Abgrund auszuführen oder Energiekapseln aufzuspüren, mit denen sich ein versperrter Weg frei sprengen lässt. Bei den unterschiedlichen Aufgaben steuert der Spieler nicht nur den menschlichen Protagonisten, sondern auch Newton. Mit einigen Objekten kann nur der Spielercharakter, mit anderen wiederum nur der Roboter interagieren und mit der Kombination der verschiedenen Fähigkeiten lassen sich die häufig komplexen Umgebungsrätsel lösen. Beispielsweise kann Newton fliegen oder sich dank seiner geringen Größe durch schmale Felsspalten zwängen und so Orte erreichen, die dem Astronauten nicht zugänglich sind.

## Rezeption
Die ersten Berichte der Fachpresse, die eine frühe Version des Spiels bereits begutachten konnten, berichten von einer ausgezeichneten Optik, sehr guter deutscher Synchronisation, atmosphärischer Hintergrundmusik und einer gelungenen Immersion. Die Gesamtspielzeit wird mit etwa fünf Stunden angegeben.

„Fazit: »Schon nach den ersten Minuten fühlen wir uns in eine fremdartige Welt hineingezogen und vergessen vollkommen, dass wir in einem bequemen Sessel sitzen.«“

„Fazit: »Die angespielte Demo zumindest konnte die nötige Entdecker-Stimmung schon gut einfangen. Nach meinem ersten Kontakt mit dem KI-Mysterium und einem drachenartigen Riesen-Alien habe ich bereits Lust auf mehr bekommen, auch wenn manche Animationen und Geschicklichkeitstests etwas schlicht wirken.«“